# William Addison, 4. Viscount Addison
William Matthew Wand Addison, 4. Viscount Addison (* 13. Juni 1945) ist ein britischer Peer und Politiker.

## Leben
Er ist der Sohn von Michael Addison, 3. Viscount Addison und Kathleen Wand. Er besuchte die King’s School in Bruton, Somerset, und studierte am Essex Institute of Agriculture in Chelmsford, Essex.
Beim Tod seines Vaters erbte er 1992 dessen Adelstitel als 4. Viscount Addison und 4. Baron Addison und wurde dadurch Mitglied des House of Lords. Seinen Parlamentssitz nahm er auf Seiten der Conservative Party ein. Als durch den House of Lords Act 1999 sein erblicher Anspruch auf einen Parlamentssitz abgeschafft wurde, trat er zur Wahl um die verbliebenen Oberhaussitze des Erbadels an. Unter den konservativen Kollegen auf Rang 47 gewählt und erhielt damit keinen der 42 von den Konservativen zu vergebenden. In den nächsten Jahren trat er erneut bei den Wahlen zum House of Lords an, bisher aber ohne Erfolg.
In erster Ehe hatte er am 10. Oktober 1970 Joanna Mary Dickinson geheiratet. Aus dieser Ehe, die 1990 geschieden wurde, hat er drei Kinder:
- Hon. Sarah Louise Addison (* 1971)
- Hon. Paul Wand Addison (* 1973)
- Hon. Caroline Amy Addison (* 1979)

In zweiter Ehe heiratete im Jahr 1991 Lesley Ann Mawer.